# Shanzhou
Shanzhou (en chino, 陕州; pinyin, Shǎnzhōu) es desde 2016, un distrito urbano bajo la administración directa de la Prefectura  Sanmenxia  en la Provincia de Henan, República Popular China.  Su área es de 1610 km² y su población total para 2020 superó los 280 mil  habitantes. 

## Administración
Desde junio  de 2023, el  Distrito Shanzhou  se divide en 13 pueblos  administrados  en 1 subdistrito,   4 poblados y 8 villas.

## Toponimia
El topónimo Shanzhou se compone de los sinogramas Shan (nombre propio) y Zhou (provincia).
Durante la dinastía Zhou Occidental, los duques Zhou (周公) y Shao (召公) dividieron sus territorios usando la Meseta Shan (陝塬) como límite: Zhou  gobernó al oriente de Shan (Shandong) y Shao gobernó al occidente (Shanxi), hoy la provincia de Shanxi. Según las "Crónicas de la Prefectura Shanzhou" (直隶陕州志): "Shan" se refiere a un terreno rodeado de montañas o valle.
En el año 390 aC, durante la dinastía Qin se estableció el Condado Shan (陕县) llamado así por la Meseta Shan. Para el año 487 durante la dinastía Wei, el condado ya se había expandido lo suficiente para organizarlo en Provincia (zhou) por lo que se renombró Shanzhou
(Provincia Shan). En 1913, la Provincia Shan fue degradada al Condado Shan (禹县), y el 16 de febrero de 2016, el Consejo de Estado abolió el Condado Shan para crear el distrito Shanzhou, agregando la partícula zhou por su importancia histórica.